# Chłodnik

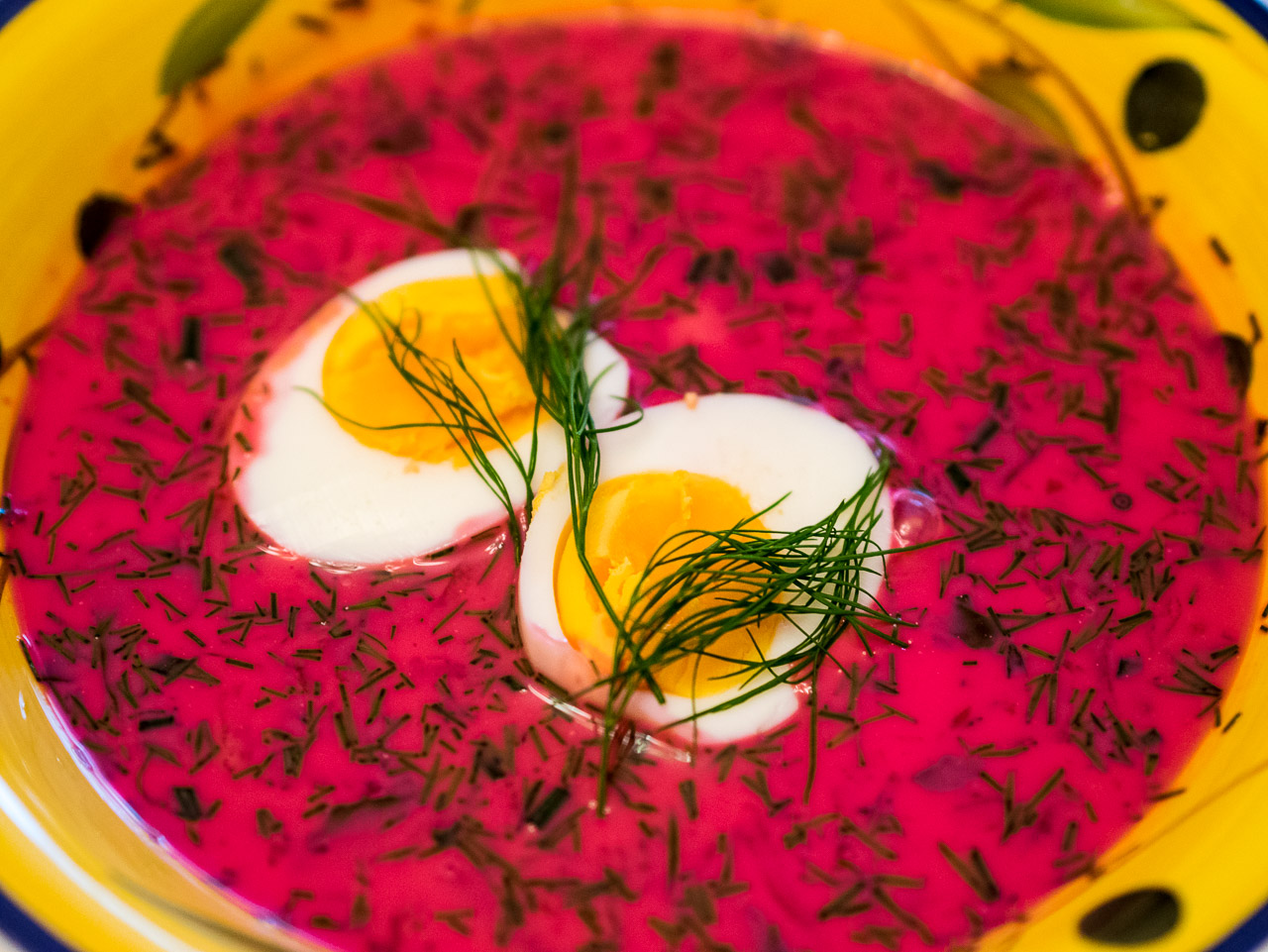
Chłodnik mit Ei

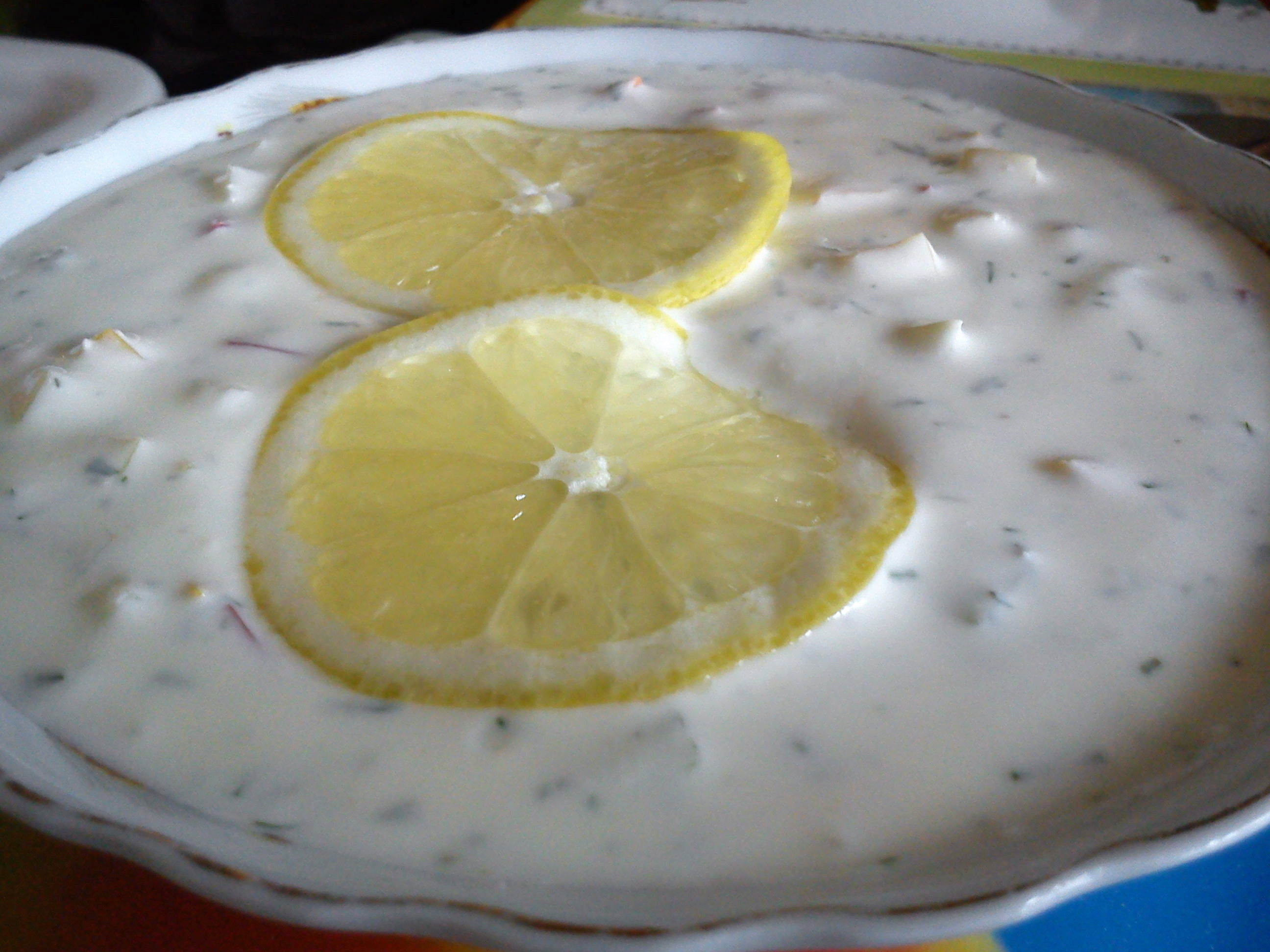
Chlodnik mit Zitronenscheiben

Chłodnik litewski (litauisch šaltibarščiai) ist eine in Litauen und Polen gegessene geeiste Cremesuppe, die von einer geeisten Variante des Borschtsch abstammt. Sie ist in mehreren slawischen und baltischen Ländern bekannt, der polnische Name bedeutet Erfrischung. die litauische Bezeichnung bedeutet übersetzt kalter Borschtsch. Die Suppe hat eine rosa Farbe, aufgrund der Roten Bete und des eingerührten Sauerrahms. Chłodnik wird normalerweise in der Krebssaison zubereitet.
Die Suppe wird aus Sauerampfer, Rote Bete, Gurkenpüree, Wasser, Essig und ein wenig Zucker gekocht, meist mit Weizengrieß gebunden, mit Fenchel und Estragon gewürzt, dann gekühlt. Als Garnierung dienen verschiedene Zutaten, wie hartgekochte Eier, Flusskrebsschwänze, Dill, Würfel von frischen Gurken und anderes Gemüse wie Frühlingszwiebeln, Radieschen oder Zitronenscheiben.